# Epiacanthus stramineus
Epiacanthus stramineus är en insektsart som beskrevs av Victor Ivanovitsch Motschulsky 1861. Epiacanthus stramineus ingår i släktet Epiacanthus och familjen dvärgstritar. Inga underarter finns listade i Catalogue of Life.